# Fernando Alarza
Fernando Alarza Vicente, né le 23 mars 1991 à Talavera de la Reina en Espagne, est un triathlète professionnel espagnol, champion d'Espagne 2012.

## Biographie

### Jeunesse
Fernando Alarza suit très jeune les traces de ses frères dans le monde de la natation. A 16 ans, il décide de participer à son premier triathlon, un sport qui comprend une autre de ses passions: l'athlétisme. Quelques années plus tard, il devient champion du monde junior à Budapest en 2010. Suivra deux deuxième places aux championnats du monde espoirs (2012 et 2013),.

### Carrière en triathlon
En France, à partir de 2012, il participe au Grand Prix de triathlon avec son club l'E.C. Sartrouville Triathlon. En se positionnant huit fois dans les dix premiers au cours des différents épreuves, il termine à la cinquième place du classement général des séries mondiales 2015. En avril 2016 au Cap en Afrique du Sud, il remporte sa première victoire sur le circuit du championnat du monde (WTS) en devançant le Britannique Jonathan Brownlee et le Français Dorian Coninx. Qualifié pour la course olympique des Jeux de Rio en 2016, il prend le départ et finit en 18e position en 1 h 48 min 8 s.

### Vie professionnelle
Il étudie à son rythme la physiothérapie et prend des cours pour être entraîneur de l'ITU.

## Palmarès
Le tableau présente les résultats les plus significatifs (podium) obtenus sur le circuit international de triathlon depuis 2012,.
| Année | Compétition                                   | Pays                | Position           | Temps           |
| ----- | --------------------------------------------- | ------------------- | ------------------ | --------------- |
| 2020  | Championnat d'Espagne sprint                  | Espagne             | Médaille d'or      | 53 min 27 s     |
| 2019  | WTS Abou Dabi                                 | Émirats arabes unis | Médaille de bronze | 52 min 12 s     |
| 2019  | WTS Lausanne (finale)                         | Suisse              | Médaille de bronze | 1 h 51 min 18 s |
| 2018  | WTS Yokohama                                  | Japon               | Médaille de bronze | 1 h 45 min 51 s |
| 2018  | Ironman 70.3 Cascais                          | Portugal            | Médaille d'or      | 3 h 58 min 57 s |
| 2018  | Championnats d'Europe                         | Royaume-Uni         | Médaille d'argent  | 1 h 47 min 28 s |
| 2017  | WTS Gold Coast                                | Australie           | Médaille de bronze | 0 h 52 min 44 s |
| 2017  | WTS Yokohama                                  | Japon               | Médaille d'argent  | 1 h 48 min 23 s |
| 2017  | WTS Leeds                                     | Royaume-Uni         | Médaille de bronze | 1 h 47 min 28 s |
| 2016  | Championnat du monde - Classement Général     |                     | Médaille de bronze |                 |
| 2016  | WTS Hambourg                                  | Allemagne           | Médaille de bronze | 0 h 52 min 36 s |
| 2016  | WTS Le Cap                                    | Afrique du Sud      | Médaille d'or      | 0 h 54 min 12 s |
| 2016  | WTS Gold Coast                                | Australie           | Médaille d'argent  | 1 h 46 min 55 s |
| 2015  | Grand Prix de triathlon - Étape d'Embrun      | France              | Médaille d'argent  | Timing          |
| 2015  | WTS Londres                                   | Royaume-Uni         | Médaille d'argent  | 0 h 50 min 51 s |
| 2015  | Grand Prix de triathlon (équipe club)         | France              | Médaille d'or      |                 |
| 2014  | Grand Prix de triathlon (équipe club)         | France              | Médaille d'or      |                 |
| 2013  | Grand Prix de triathlon - Étape de Nice       | France              | Médaille d'argent  | Timing          |
| 2013  | Coupe d'Europe - l'étape de Quarteira         | Portugal            | Médaille d'or      | 1 h 48 min 47 s |
| 2013  | Coupe d'Europe - l'étape de Banyoles          | Espagne             | Médaille d'or      | 1 h 45 min 21 s |
| 2012  | Grand Prix de triathlon - Étape de Dunkerque  | France              | Médaille d'argent  | Timing          |
| 2012  | Championnat d'Espagne                         | Espagne             | Médaille d'or      | 1 h 51 min 58 s |
| 2012  | Coupe Panaméricaine - l'étape de Viña del Mar | Chili               | Médaille d'argent  | 1 h 44 min 23 s |

| Édition    | Position | Temps           |
| ---------- | -------- | --------------- |
| Toyko 2020 | 12e      | 1 h 46 min 22 s |
| Rio 2016   | 18e      | 1 h 48 min 8 s  |